# Kenner Gutiérrez
Kenner Gutiérrez Cerdas (Alajuela, 9 juni 1989) is een Costa Ricaans voetballer die doorgaans speelt als centrale verdediger. In juli 2024 verruilde hij Municipal Grecia voor Puntarenas. Gutiérrez maakte in 2017 zijn debuut in het Costa Ricaans voetbalelftal.

## Clubcarrière
Gutiérrez speelde in de jeugdopleiding van Alajuelense. Zijn debuut in het eerste elftal maakte hij in het seizoen 2009/10, waarin hij uiteindelijk twee competitieduels speelde. Het seizoen erna leverde één duel op en daarna ging hij geleidelijk meer wedstrijden spelen in het eerste elftal. Vanaf de jaargang 2013/14 was Gutiérrez geregeld basisspeler bij Alajuelense. In mei 2019 zette de centrumverdediger zijn handtekening onder een nieuw contract, dat zou lopen tot medio 2020. Na afloop van dit contract tekende hij voor Cartaginés. Medio 2021 verkaste Gutiérrez naar Municipal Grecia. Hij vertrok een jaar later naar Xelajú. In januari 2024 keerde Gutiérrez terug bij Municipal Grecia. Een half jaar later nam Puntarenas hem over.

## Clubstatistieken
| Seizoen | Club             | Competitie       | Competitie | Competitie | Beker | Beker | Internationaal | Internationaal | Totaal | Totaal |
| Seizoen | Club             | Competitie       | Wed.       | Dlp.       | Wed.  | Dlp.  | Wed.           | Dlp.           | Wed.   | Dlp.   |
| ------- | ---------------- | ---------------- | ---------- | ---------- | ----- | ----- | -------------- | -------------- | ------ | ------ |
| 2009/10 | Alajuelense      | Primera División | 2          | 0          | 0     | 0     | —              | —              | 2      | 0      |
| 2010/11 | Alajuelense      | Primera División | 1          | 0          | 0     | 0     | —              | —              | 1      | 0      |
| 2011/12 | Alajuelense      | Primera División | 10         | 0          | 0     | 0     | 0              | 0              | 10     | 0      |
| 2012/13 | Alajuelense      | Primera División | 14         | 0          | 0     | 0     | 0              | 0              | 14     | 0      |
| 2013/14 | Alajuelense      | Primera División | 33         | 3          | 0     | 0     | 4              | 0              | 37     | 3      |
| 2014/15 | Alajuelense      | Primera División | 37         | 1          | 0     | 0     | 8              | 1              | 45     | 2      |
| 2015/16 | Alajuelense      | Primera División | 21         | 3          | 0     | 0     | —              | —              | 21     | 3      |
| 2016/17 | Alajuelense      | Primera División | 34         | 5          | 0     | 0     | —              | —              | 34     | 5      |
| 2017/18 | Alajuelense      | Primera División | 40         | 6          | 0     | 0     | 1              | 0              | 41     | 6      |
| 2018/19 | Alajuelense      | Primera División | 31         | 1          | 0     | 0     | —              | —              | 31     | 1      |
| 2019/20 | Alajuelense      | Primera División | 27         | 3          | 0     | 0     | —              | —              | 27     | 3      |
| 2020/21 | Cartaginés       | Primera División | 26         | 1          | 0     | 0     | —              | —              | 26     | 1      |
| 2021/22 | Municipal Grecia | Primera División | 37         | 3          | 0     | 0     | —              | —              | 37     | 3      |
| 2022/23 | Xelajú           | Liga Nacional    | 43         | 3          | 0     | 0     | —              | —              | 43     | 3      |
| 2023/24 | Xelajú           | Liga Nacional    | 13         | 1          | 0     | 0     | 2              | 0              | 15     | 1      |
| 2023/24 | Municipal Grecia | Primera División | 21         | 3          | 0     | 0     | —              | —              | 21     | 3      |
| 2024/25 | Puntarenas       | Primera División | 36         | 1          | 0     | 0     | —              | —              | 36     | 1      |
| Totaal  | Totaal           | Totaal           | 426        | 34         | 0     | 0     | 15             | 1              | 441    | 35     |

Bijgewerkt op 27 mei 2025.

## Interlandcarrière
Gutiérrez maakte zijn debuut in het Costa Ricaans voetbalelftal op 15 januari 2017, toen met 0–3 gewonnen werd van Belize door doelpunten van José Guillermo Ortiz (tweemaal) en Johan Venegas. De verdediger mocht van bondscoach Óscar Antonio Ramírez als basisspeler aan het duel beginnen en hij speelde het gehele duel mee. De andere debutanten dit duel waren Juan Pablo Vargas (Jacó Rays), Jhamir Ordain (Santos Guápiles), José Guillermo Ortiz (Alajuelense), Ulises Segura (Deportivo Saprissa) en Gerson Torres (Club América).
Gutiérrez werd in juni 2018 door Ramírez opgeroepen voor de selectie van Costa Rica voor het wereldkampioenschap in Rusland. Hier verving hij de geblesseerd geraakte Rónald Matarrita. Costa Rica eindigde op het WK vierde in de poule na nederlagen tegen Servië (0–1) en Brazilië (2–0) en een gelijkspel tegen Zwitserland (2–2). Gutiérrez kwam niet in actie in de drie wedstrijden.
| Interlands van Kenner Gutiérrez voor Costa Rica | Interlands van Kenner Gutiérrez voor Costa Rica | Interlands van Kenner Gutiérrez voor Costa Rica | Interlands van Kenner Gutiérrez voor Costa Rica | Interlands van Kenner Gutiérrez voor Costa Rica | Interlands van Kenner Gutiérrez voor Costa Rica | Interlands van Kenner Gutiérrez voor Costa Rica |
| №                                               | Datum                                           | Wedstrijd                                       | Uitslag                                         | Competitie                                      | Goals                                           |                                                 |
| Als speler bij Alajuelense                      | Als speler bij Alajuelense                      | Als speler bij Alajuelense                      | Als speler bij Alajuelense                      | Als speler bij Alajuelense                      | Als speler bij Alajuelense                      | Als speler bij Alajuelense                      |
| ----------------------------------------------- | ----------------------------------------------- | ----------------------------------------------- | ----------------------------------------------- | ----------------------------------------------- | ----------------------------------------------- | ----------------------------------------------- |
| 1                                               | 15 januari 2017                                 | Belize – Costa Rica                             | 0 – 3                                           | Copa Centroamericana 2017                       |                                                 |                                                 |
| 2                                               | 17 januari 2017                                 | Costa Rica – Nicaragua                          | 0 – 0                                           | Copa Centroamericana 2017                       |                                                 |                                                 |
| 3                                               | 7 juli 2017                                     | Honduras – Costa Rica                           | 0 – 1                                           | Gold Cup 2017                                   |                                                 |                                                 |
| 4                                               | 11 juli 2017                                    | Costa Rica – Canada                             | 1 – 1                                           | Gold Cup 2017                                   |                                                 |                                                 |
| 5                                               | 19 juli 2017                                    | Costa Rica – Panama                             | 1 – 0                                           | Gold Cup 2017                                   |                                                 |                                                 |
| 6                                               | 22 juli 2017                                    | Verenigde Staten – Costa Rica                   | 2 – 0                                           | Gold Cup 2017                                   |                                                 |                                                 |
| 7                                               | 10 oktober 2017                                 | Panama – Costa Rica                             | 2 – 1                                           | WK 2018 kwalificatie                            |                                                 |                                                 |
| 8                                               | 11 november 2017                                | Spanje – Costa Rica                             | 5 – 0                                           | Vriendschappelijk                               |                                                 |                                                 |
| 9                                               | 14 november 2017                                | Hongarije – Costa Rica                          | 1 – 0                                           | Vriendschappelijk                               |                                                 |                                                 |

Bijgewerkt op 27 mei 2025.

## Erelijst
| Primera División | 2 | 2012/13, 2013/14 |